# Tanjong Pagar United FC
Tanjong Pagar United Football Club is een Singaporese voetbalclub uit Queenstown. De club werd opgericht in 1996 en opgeheven in 2004. De thuiswedstrijden werden in het Queenstown Stadium gespeeld. Tanjong Pagar United werd heropgericht in 2011 en zal spelen in het Clementi Stadium.

## Prijzenlijst
Nationaal
- S-League
  - Runner up: (3) 1997, 1998, 2000
- Singapore Cup
  - Winnaar: (1) 1998
- Singapore FA Cup
  - Winnaar: (1) 1998
- President's Cup
  - Winnaar: (5) 1982, 1985, 1987, 1988, 1994

## Prijzenlijst alsTiong Bahru United Football Club
Nationaal
- National Football League
  - Winnaar: (2) 1983, 1987

## Naamswijzigingen
| Jaar | Naam                                 | Bijzonderheid    |
| ---- | ------------------------------------ | ---------------- |
| 1973 | Tiong Bahru Constituency Sports Club | Voor de intrede  |
| 1996 | Tiong Bahru United Football Club     | Intrede S-League |
| 1998 | Tanjong Pagar United FC              |                  |

## Bekende (Oud-)Trainers
- Robert Alberts

Albirex Niigata (S) · 
Balestier Khalsa · 
BG Tampines Rovers · 
DPMM · 
Geylang International · 
Hougang United · 
Lion City Sailors · 
Tanjong Pagar United · 
Young Lions